# Mecodina hybrida
Mecodina hybrida là một loài bướm đêm trong họ Erebidae.